# Arthur MacArthur (avvocato)
Arthur MacArthur senior (Glasgow, 26 gennaio 1815 – Atlantic City, 26 agosto 1896) è stato un politico, avvocato e giudice statunitense.
Fu il quarto governatore del Wisconsin; il suo mandato durò solo quattro giorni, dal 21 al 25 marzo 1856 in quanto, essendo vicegovernatore,  dovette sostituire il governatore appena eletto William A. Barstow, a seguito delle dimissioni di quest'ultimo dopo uno scandalo elettorale. Fu il padre di Arthur MacArthur Junior e il nonno di Douglas MacArthur.